# Sunkist

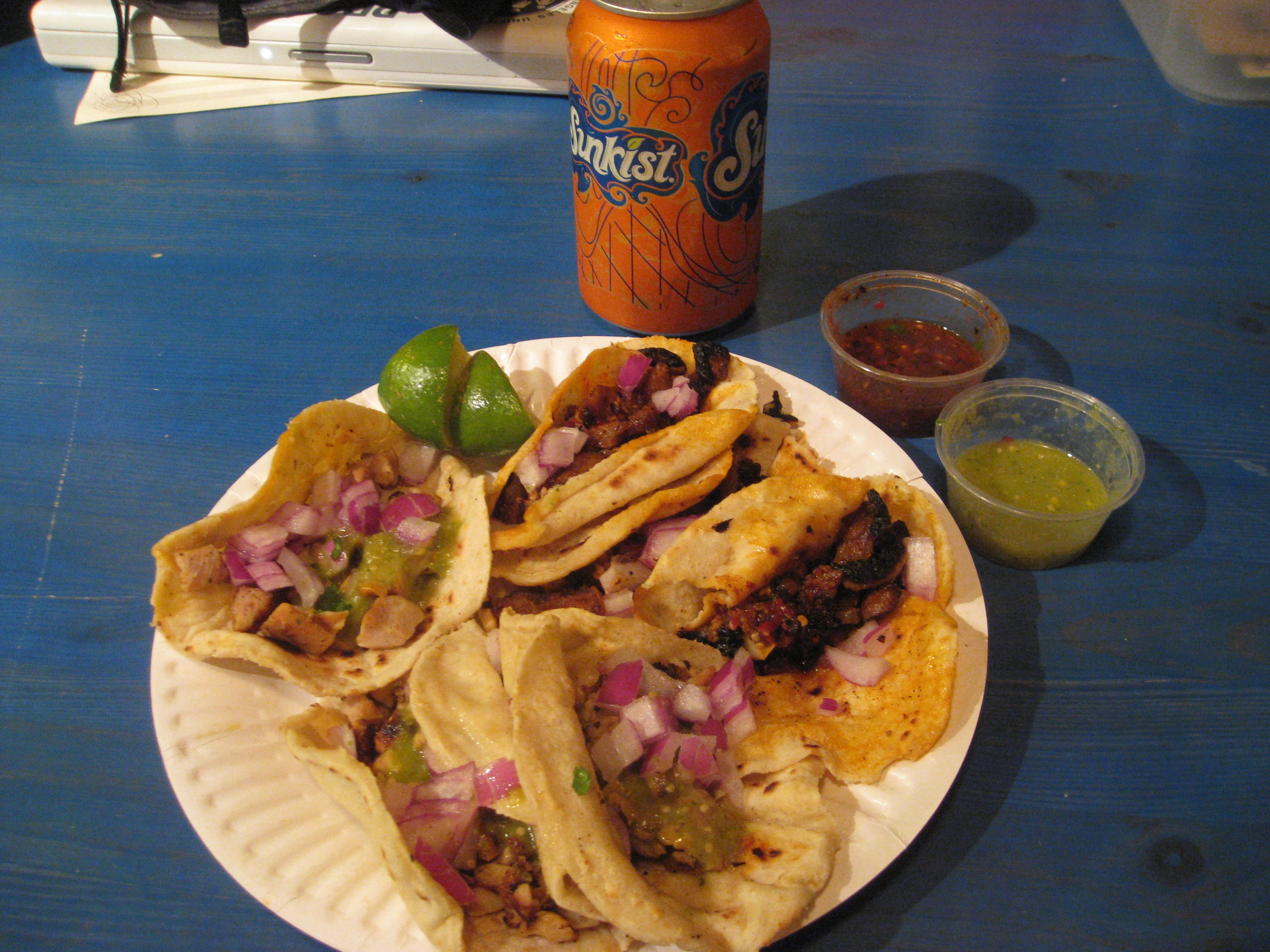
Tacos och en Sunkist.

Sunkist är en amerikansk läskedryck som tillverkas av amerikanska Sunkist Growers i Sherman Oaks i Kalifornien. Varumärket omfattar både kolsyrad och icke-kolsyrad läskedryck och en sockerfri variant. Varumärket ägs av Dr Pepper Snapple Group. Drycker säljs under varumärket Sunkist i ett stort antal länder.